# Christopher (sångare)
Christopher Lund Nissen, född 31 januari 1992 i Frederiksberg, är en dansk popsångare. Hans debutalbum Colours, släpptes 19 mars 2012. Albumet innehåller låten "Colours" med Frida Amundsen.

## Diskografi

### Studioalbum
- 2012 – Colours

### Singlar
- 2011 – "Against The Odds"
- 2012 – "Nothing In Common"
- 2012 – "Mine, Mine, Mine"
- 2012 – "Colours" (feat. Frida Amundsen)

### Som gästartist
- 2012 – "A Little Forgiveness" (med Molly Sandén från albumet Unchained)